# Amadej Maroša
Amadej Maroša, slovenski nogometaš, * 7. februar 1994, Murska Sobota.
Maroša je profesionalni nogometaš, ki igra na položaju napadalca. Od leta 2025 je član slovenskega kluba Nafta 1903. Ped tem je igral za slovenske klube Muro 05, Beltince in Muro, avstrijski UFC Fehring, ciprski AEL Limassol ter poljski Górnik Zabrze. Skupno je v prvi slovenski ligi odigral 185 tekem in dosegel 49 golov. Z Muro je osvojil naslov slovenskega državnega prvaka v sezoni 2020/21 in slovenski pokal leta 2020.